# Stanton St Quintin
Stanton St Quintin – wieś w Anglii, w hrabstwie Wiltshire. Leży 55 km na północny zachód od miasta Salisbury i 140 km na zachód od Londynu.